# Liga Nacional de Guatemala 1950-51
La Liga Nacional de Guatemala 1950/51 es el quinto torneo de Liga de fútbol de Guatemala. El campeón del torneo fue el Municipal, consiguiendo así su tercer título de liga.

## Formato
El formato del torneo era de todos contra todos a dos vueltas, En caso de empate por puntos la diferencia de goles determinaba quien era el campeón. En caso de ganar el partido se otorgaban 2 puntos, si era empate era un punto, en caso de pérdida de partido no se otorgaban puntos.
Todos los partidos se jugaron en el desaparecido estadio Autonomía de la Ciudad de Guatemala.

## Cambios
- España FC se disolvió y pasó a manos del Ministerio de Comunicaciones de Guatemala, dando a luz al equipo de Comunicaciones FC.
- Utatlán se añadió ocupando la plaza; dando inicio además al concepto de ascenso y descenso.

## Equipos participantes
| Club                  | Ciudad                | Departamento |
| --------------------- | --------------------- | ------------ |
| Aurora FC             | Ciudad de Guatemala   | Guatemala    |
| Comunicaciones        | Ciudad de Guatemala   | Guatemala    |
| Guatemala Fútbol Club | Ciudad de Guatemala   | Guatemala    |
| Hércules              | Ciudad de Guatemala   | Guatemala    |
| IRCA                  | Ciudad de Guatemala   | Guatemala    |
| Municipal             | Ciudad de Guatemala   | Guatemala    |
| Tipografía Nacional   | Ciudad de Guatemala   | Guatemala    |
| Utatlán               | Santa Cruz del Quiché | El Quiché    |

## Posiciones
|  | Pos. | Equipos             | PJ | PG | PE | PP | GF | GC | Dif. | PTS | Clasificación |
|  | ---- | ------------------- | -- | -- | -- | -- | -- | -- | ---- | --- | ------------- |
|  | 1º   | Municipal           | 14 | 10 | 1  | 3  | 45 | 22 | +23  | 21  | Campeón       |
|  | 2º   | Comunicaciones      | 14 | 10 | 0  | 4  | 46 | 30 | +16  | 20  |               |
|  | 3º   | IRCA                | 14 | 8  | 1  | 5  | 34 | 26 | +8   | 17  |               |
|  | 4º   | Utatlán             | 14 | 8  | 0  | 6  | 44 | 26 | +18  | 16  |               |
|  | 5º   | Hércules            | 14 | 7  | 1  | 6  | 36 | 41 | -5   | 15  |               |
|  | 6º   | Tipografía Nacional | 14 | 5  | 2  | 7  | 22 | 42 | -20  | 12  |               |
|  | 7º   | Aurora              | 14 | 2  | 2  | 10 | 20 | 37 | -17  | 6   |               |
|  | 8º   | Guatemala           | 14 | 2  | 1  | 11 | 24 | 47 | -13  | 5   | Descendido    |
|  |      |                     |    |    |    |    |    |    |      |     |               |

## Campeón
| Campeón Temporada 1950-51 |
| Municipal 3º Título       |
| ------------------------- |